# Xã Washington, Quận Stone, Arkansas
Xã Washington (tiếng Anh: Washington Township) là một xã thuộc quận Stone, tiểu bang Arkansas, Hoa Kỳ. Năm 2010, dân số của xã này là 263 người.